# Gerard van der Lem
Gerard van der Lem est un footballeur néerlandais devenu entraîneur, né le 15 novembre 1952 à Amsterdam (Pays-Bas).
Il a évolué comme attaquant au Roda JC, au Feyenoord Rotterdam, au Sparta Rotterdam et au FC Utrecht.
À partir de 1984, il est devenu entraîneur. Il s'est occupé des joueurs du AZ Alkmaar et a été sélectionneur de l'équipe d'Arabie saoudite. Il dirige les joueurs du club grec du Panathinaïkos depuis 2008, comme adjoint de Henk ten Cate.